# Niels Bo Daugaard
Niels Bo Daugaard (født 16. april 1976) er en dansk forhenværende fodboldspiller, og siden 17. marts 2025 har han været direktør for Danmarks Cykle Union.